# Eutrepsia melanodora
Eutrepsia melanodora är en fjärilsart som beskrevs av Dyar 1913. Eutrepsia melanodora ingår i släktet Eutrepsia och familjen mätare. Inga underarter finns listade i Catalogue of Life.